# Francesco Boni De Nobili

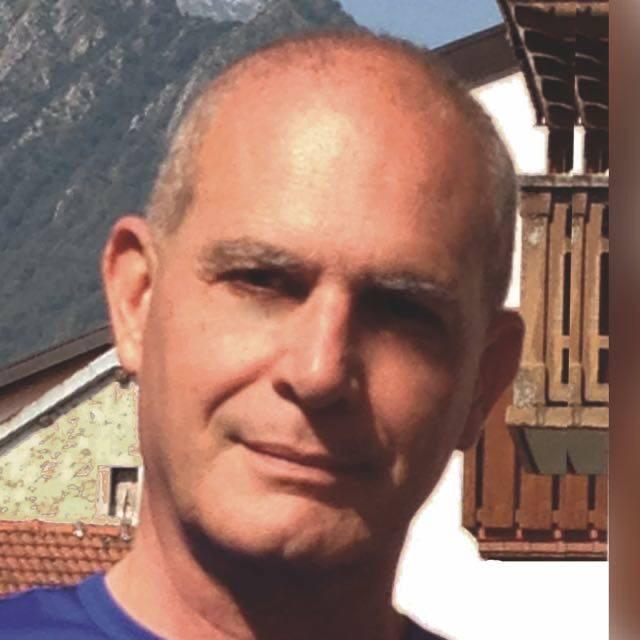
Francesco Boni de Nobili

Francesco Boni De Nobili (Pordenone, 6 agosto 1951 – Pordenone, 17 settembre 2020) è stato uno scrittore e araldista italiano.

## Biografia
Viveva a Pordenone. Laureato in Scienze politiche, appassionato della ricerca storica, ha scritto anche per la televisione, realizzando i testi di diversi documentari storici (tra gli altri I longobardi dalla forza alla ragione 1990, Jacopo Linussio e la Carnia del Settecento 1991, Palmanova, fortezza d'Europa 1993, La danza del cotone 1993, Andrea Galvani, uomo pratico e industrioso 1995).
Autore poliedrico, Francesco Boni de Nobili ha esordito nel settore narrativo nel 1990 col volume di racconti storici Il delitto di san Gottardo e altri racconti, al quale ha fatto seguito il romanzo Giorni di Praga (1991), ma ha lavorato anche nel settore del fumetto didattico, in collaborazione con Emanuele Barison, realizzando soggetti e sceneggiature. Il romanzo Ilia e le aquile (1997) è stato premiato al concorso nazionale "Noi due" (Oscar Mondadori e Famiglia Cristiana), pubblicato per le Edizioni Demetra nel 2001. Nel settore letterario ha pubblicato anche il romanzo storico Le campane di Montecurto 2018.
Nel settore biografico ha pubblicato le biografie Marco Polo. La vita straordinaria di Messer Milione, Biblioteca de Il Gazzettino, De Bastiani 2012, Caterina Cornaro. Dal regno di Cipro alla Signoria di Asolo, Biblioteca de Il Gazzettino, De Bastiani 2012 e Giovanni Antonio de' Sacchis, Il Pordenone, De Bastiani 2013 (relativamente al grande artista friulano, nel 2015 ha dato alle stampe la prima guida alle sue opere). Nel 2014 ha pubblicato il saggio storico La rivolta antifrancese di Castelnuovo nel 1796. La Garfagnana estense del XVIII secolo.
Studioso di araldica, ha eseguito ricerche e catalogazioni araldiche in Friuli e in Toscana e pubblicato blasonari e brevi saggi su riviste specializzate, tra cui il Blasonario della Garfagnana (2007), il Blasonario di Spilimbergo (2013) e lo Stemmario di Barga (2018), lo Stemmario di Pordenone (2019). Nel 2014 ha curato una revisione e un'integrazione, tanto nei testi quanto nelle grafiche, dell'opera Libro d'argento delle famiglie venete di Giovanni Dolcetti, uscito nella collana "Le nostre tradizioni" de "Il Gazzettino", per le edizioni De Bastiani, col titolo Famiglie e cognomi veneti e friulani. Questo lavoro gli ha valso il Gran Premio Scudo d'Oro, edizione 2014, rilasciatogli dalla Cancelleria del Centro Studi Araldici.
È deceduto all'Ospedale Civile Santa Maria degli Angeli il 17 settembre 2020.

## Pubblicazioni
- Il delitto di san Gottardo e altri racconti (racconti storici), Vittorio Veneto 1990;
- L'editto di Rotari (a fumetti), Pordenone 1990;
- Giorni di Praga (romanzo), Pordenone 1991; (2017, Amazon [ISBN]: 978-1973495857)
- Quasar a Pratobello (a fumetti), Pordenone 1993;
- Le strade di Pordenone, Vittorio Veneto 1994 (seconda edizione Godega S.U. 2006), [ISBN] 8884660769;
- Sotto il segno di Sant'Andrea, storia di una famiglia e di un territorio in Garfagnana (Magliano, Ponteccio, Castelletto e Gragna), Vittorio Veneto, 1997;
- Da Gutenberg al Duemila (saggio), Pordenone 2000;
- Ilia e le aquile (romanzo), Verona 2001, [ISBN] 8844023586;
- Araldica in contrada di San Marco a Pordenone, Pordenone 2007;
- Suggestioni araldiche a Trassilico in Garfagnana, «Nobiltà», 2007 (78–79), pp. 331–338;
- Blasonario della Garfagnana, Lucca 2007, [ISBN] 978-88-7246-848-7;
- Il blasone in chiesa: presenze araldiche nell'Abbazia di Santa Maria in Sylvis di Sesto al Reghena e nella chiesa di Santa Maria Maggiore di Spilimbergo, Pordenone 2008;
- La croce e la spada. Le armi araldiche nei luoghi di culto a Pordenone, Pordenone 2010, [ISBN] 978-88-954960-9-2;
- Gli stemmi dei vescovi di Concordia-Pordenone, dal Medioevo ad oggi, Pordenone 2011, [ISBN] 978-88-954961-0-8;
- Marco Polo. La vita straordinaria di Messer Milione, De Bastiani, Godega S.U. 2012, [ISBN] 978-88-8466-256-9;
- Caterina Cornaro. Dal Regno di Cipro alla Signoria di Asolo, De Bastiani, Godega S.U. 2012, [ISBN] 978-88-8466-266-8;
- Giovanni Antonio de' Sacchis, Il Pordenone, De Bastiani, Godega S.U. 2013, [ISBN] 978-88-8466-325-2;
- Blasonario di Spilimbergo, Propordenone 2013, [ISBN] 978-88-95496-13-9;
- La rivolta antifrancese di Castelnuovo nel 1796. La Garfagnana estense del XVIII secolo, Garfagnana editrice, Castelnuovo Garfagnana, 2014 [ISBN] 978-88-9797-316-4.
- Guida ai luoghi e alle opere di Giovanni Antonio de Sacchis detto il Pordenone, De Bastiani, Godega S.U. 2015 [ISBN] 978-88-8466-450-1.
- Guida turistica storico artistica di Pordenone, De Bastiani, Godega S.U. 2017 [ISBN] 978-88-8466-528-7.
- Racconti 1990 -1995, Amazon 2018 [ISBN] 978-1976772801
- Mino mio padre, Amazon 2018 [ISBN] 978-1976781476]
- Stemmario di Barga e del suo territorio, Amazon 2018 [ISBN] 978-1976899652
- Testimonianze araldiche nel Palazzo patriarcale di San Vito al Tagliamento, Amazon 2018 [ISBN] 978-1980267171
- Pordenone misteriosa, curiosa e sconosciuta, De Bastiani, Godega S.U. 2018 [ISBN] 978-88-8466-577-5.
- Le campane di Montecurto, Amazon 2018 [ISBN] 978-1981018987
- Stemmario di Pordenone, De Bastiani, Godega S.U. 2019 [ISBN] 978-88-8466-644-4